# Ptychostomum capillare
Espèce
Synonymes
- Bryum capillare Hedw., 1801
- Rosulabryum capillare Hedw., 1801

Ptychostomum capillare ou Bryum capillaire est une petite espèce de mousse dioïque acrocarpe, appartenant à la famille des Bryaceae et au genre Ptychostomum. 

## Description
Il s'agit d'une mousse acrocarpe, de un à trois centimètres de haut. Le sporophyte fait 2 à 4 centimètres et se termine par une capsule rouge pendante. Les feuilles du gamétophyte sont relativement larges et spatulées avec une nervure marquée, finissant sous forme d'un poil hyalin,,,.

## Taxonomie
Ptychostomum capillare appartenait au genre Bryum jusqu'en 2005, lorsque la classification a été changée.

## Biotope et répartition
Ptychostomum capillare est une mousse très commune qui se développe au sein de nombreux habitats différents dont les murs des villes, les rochers et les arbres dans les forêts). Elle supporte assez bien la pollution et la présence de métaux lourds,.
L'espèce est présente sur l'ensemble de la planète et dans toutes les régions de France,.